# Argyrodes meus poecilior
Argyrodes meus là một phân loài nhện trong họ Theridiidae.
Loài này thuộc chi Argyrodes. Argyrodes meus poecilior được Embrik Strand miêu tả năm 1913.